# Le Chemin de la nuit
Le Chemin de la nuit est un recueil français de nouvelles de science-fiction de l'écrivain américain Robert Silverberg.
Le recueil forme le premier tome de la série Nouvelles au fil du temps.
Il regroupe une sélection de 41 nouvelles (dont 10 sont inédites en français) de l'auteur écrites entre 1953 et 1970, lorsqu'il était âgé de 18 à 35 ans et était un auteur de nouvelles très fécond.

## Publications
- L'anthologie est un recueil français de nouvelles qui n'a pas exactement son équivalent aux États-Unis ; elle a en effet été composée par la reprise de deux recueils de nouvelles de Silverberg publiés aux États-Unis en 1996 et 1997 sous les titres The Road to Nightfall pour le premier, et Ringing the Changes.
- Le Chemin de la nuit a été publié en France en mars 2002 aux éditions Flammarion. Il a été réédité en décembre 2004 en format « poche » chez J'ai lu, collection Science-Fiction, sous le no 7499 (illustration Bettmann / Corbis)  (ISBN 2-290-34393-5).
- Qu'il s'agisse de l'édition américaine comme de l'édition française, chaque nouvelle est précédée d'une courte préface de Silverberg.

## Liste des nouvelles

### Le Chemin de la nuit
- Traduction de Jacques Chambon pour le recueil ; antérieurement par Philippe R. Hupp.
- Il s'agit de la première nouvelle rédigée par Robert Silverberg, fin 1953 / début 1954. Elle n'a été publiée qu'en juillet 1958, sous le titre Road to Nightfall, dans Fantastic Universe.

### Opération Méduse
- Chronologiquement, il s'agit de la première nouvelle publiée de l'auteur.
- Traduction de Corinne Fisher.
- Publications : La nouvelle est parue en février 1954 sous le titre Gorgon planet dans le magazine écossais Nebula Science Fiction. Elle est parue en langue française en 2002, aux éditions Flammarion, dans le recueil Le Chemin de la nuit.

### La Colonie silencieuse
- La nouvelle est parue aux États-Unis en octobre 1954 sous le titre The Silent Colony, dans le magazine Future Science Fiction.

### Absolument inflexible
- Publications : la nouvelle est parue aux États-Unis en juillet 1956 sous le titre Absolutely Inflexible dans Universe Science fiction.

### Le Circuit Macauley
- La nouvelle est parue aux États-Unis en octobre 1956 sous le titre The Macauley Circuit dans Fantastic Universe.

### Les Chants de l'été
- Publications : La nouvelle est écrite en juin 1955 et paraît en septembre 1956 sous le titre The Songs of Summer dans le magazine Science Fiction Stories.

### Alaree
- Publications : La nouvelle est écrite en mars 1956 et paraît en mars 1958 sous le titre Alaree dans le magazine Saturn Science Fiction.

### L'Affaire des antiquités
- Traduction d'Hélène Collon.
- La nouvelle est écrite en 1956 et paraît en avril 1957 sous le titre The Artifact Business dans le magazine Fantastic Universe.

### Les Collecteurs
- La nouvelle est parue aux États-Unis en décembre 1956 sous le titre Collecting Team dans le magazine Super Science Fiction. Autre titre connu : Catch 'Em All Alive (Prenez-les tous vivants).

### Un homme de talent
- Traduction de Jacques Chambon.
- La nouvelle est parue aux États-Unis au printemps 1957 sous le titre The Man with Talent (ultérieurement : A Man of Talent) dans le magazine Future Science Fiction.

### Voyage sans retour
- Traduction de Corinne Fisher.
- Publications : La nouvelle est parue aux États-Unis en novembre 1957 sous le titre One-Way Journey dans le magazine Infinity Science Fiction.

### Lever de soleil sur Mercure
- Publications : La nouvelle est parue en mai 1957 avec le titre Sunrise on Mercury dans le magazine Science Fiction Stories, sous le pseudonyme de Calvin M. Knox.

### Le Monde au mille couleurs
- Traduction d'Hélène Collon.
- Publications : La nouvelle est parue en juin 1957 avec le titre sous le titre World of a Thousand Colours dans le magazine Super Science Fiction. La nouvelle a été publiée en langue française en 2002 dans le recueil Le Chemin de la nuit.

### La Sangsue
- Traduction de Jacques Chambon pour le recueil. La nouvelle avait été publiée antérieurement sous le titre La Sangsue dans l'anthologie Histoires parapsychiques, avec une traduction de Suzanne Rondard.
- Nouvelle parue en mai 1957 sous le titre Warm Man, parue dans The Magazine of Fantasy & Science Fiction.

### Auréolé de gloire
- Traduction de Corinne Fisher.
- Nouvelle parue en août 1957 sous le titre Blaze of Glory dans le magazine Science Fiction Stories. Texte paru en France sous le titre Flamboyante gloire dans Galaxie no 49, décembre 1957.

### Pourquoi?
- Traduction de Corinne Fisher.
- Nouvelle parue en novembre 1957 sous le titre Why ?.

### Les Déviateurs
- Traduction de Corinne Fisher.
- Nouvelle parue en 1959 sous le titre The Outbreeders.

### L'Homme qui n'oubliait jamais
- Traduction de Jacques Chambon et Catherine Grégoire.
- Nouvelle parue en 1958 sous le titre The Man Who Never Forgot.

### Il était une vieille femme
- Traduction d'Alain Dorémieux et Pierre-Paul Durastanti.
- Nouvelle parue en 1958 sous le titre There was an Old Woman.

### Le Chancelier de fer
- Traduction d'Alain Dorémieux et Pierre-Paul Durastanti.
- Nouvelle parue en 1958 sous le titre The Iron Chancelor.

### Ozymandias
- Traduction d'Hélène Collon.
- Nouvelle parue en 1958 sous le titre Ozymandias.

### Voir l'homme invisible
- Traduction de Pierre-Paul Durastanti.
- Nouvelle parue en 1963 sous le titre To See the invisible Man. Cinq années séparent cette nouvelle de la précédente, durant lesquelles Silverberg a écrit des romans et non des nouvelles.

### Les Colporteurs de souffrance
- Traduction de Pierre-Paul Durastanti et Arlette Rosenblum.
- Nouvelle rédigée en novembre 1962 et parue dans Science Fiction Stories no 124, août 1963, sous le titre The Pain Peddlers.
- La nouvelle a aussi paru dans l'anthologie Histoires de sociétés futures.

### Voisins
- Traduction de Pierre Billon et Pierre-Paul Durastanti.
- Nouvelle écrite en janvier 1964 et parue en août 1964 sous le titre Neighbor dans Science Fiction Stories.

### Le Sixième Palais
- Traduction de Pierre-Paul Durastanti et René Lathière.
- Nouvelle parue en février 1965 sous le titre The Sixth Palace.
- Elle avait déjà paru en français dans l'anthologie Histoires de robots (1974).

### Comme des mouches
- Traduction d'Alain Dorémieux et Pierre-Paul Durastanti.
- Nouvelle parue en 1967 sous le titre Flies dans l'anthologie Dangerous Visions composée par Harlan Ellison. L'ouvrage a ultérieurement été traduit en langue française et publié en 1975 chez J'ai lu.

### Carrefour des mondes
- Traduction de Corinne Fisher.
- Nouvelle parue en novembre 1966 sous le titre Halfway House.

### L'Étoile noire
- Traduction de Guy Abadia et Pierre-Paul Durastanti.
- Nouvelle parue en 1968 sous le titre To the Dark Star dans l'anthologie The Farthest Reaches.

### Passagers
- Nouvelle parue en 1968 sous le titre Passengers.
- Cette nouvelle a été primée, recevant le prix Nebula de la meilleure nouvelle courte 1969 (il s'agit du premier prix Nebula reçu par Silverberg pour une nouvelle ; il avait déjà reçu quelques années auparavant une récompense au titre de la « révélation du jeune écrivain »). Elle a aussi été proposée au Prix Hugo de la meilleure nouvelle courte 1970 sans recevoir la distinction.

### L'Épouse 91
- Traduction de Corinne Fisher.
- Nouvelle très humoristique écrite en mars 1967 et parue en septembre 1967 sous le titre Bride 91.

### Je vous 1000110
- Traduction de Pierre-Paul Durastanti et Frank Straschitz.
- Nouvelle parue en août 1968 dans le magazine Science Fiction Stories, sous le titre Going Down Smooth (traductions approximatives : « se calmer », « se remettre de ses émotions », « retrouver la sérénité »).

### Les Arbres qui avaient des dents
- Traduction de Pierre-Paul Durastanti et Bruno Martin.
- Nouvelle parue en octobre 1968 sous le titre Fangs of the Trees.

### Les Amours d'Ismaël
- Traduction de Jacques Chambon et Denise Hersant.
- Nouvelle parue en 1970 sous le titre Ishmael in love, initialement parue dans Parsecs and Parables.

### Un personnage en quête de corps
- Traduction de Jacques Chambon.
- Nouvelle parue en 1970 sous le titre Ringing the Changes dans le recueil Alchemy & Academe.

### La Danse au soleil
- Traduction de Pierre-Paul Durastanti et Bruno Martin.
- Nouvelle parue en juin 1969 sous le titre Sundance dans The Magazine of Fantasy & Science Fiction.
- Remarque : Qualifiée d'« expérimentale » par Silverberg, cette nouvelle alterne les modes narratifs : l'auteur narre le récit à la première personne (aspect subjectif personnel du personnage, qui délire progressivement), à la deuxième personne et à la troisième personne (aspects subjectifs : comportement du personnage vu de l'extérieur).

### Le Jour où le passé a disparu
- Traduction de Pierre-Paul Durastanti.
- Nouvelle écrite en novembre-décembre 1968, et parue en octobre 1969 sous le titre How It Was When the Past Went Away dans l'anthologie Trois futurs incertains (Three for Tomorrow), composée et dirigée par Robert Silverberg. La nouvelle a été publiée en France sous le titre Le jour où le passé fut aboli dans Fiction Spécial no 20, Éditions OPTA, 1972.
- Place de la nouvelle dans l'édition J'ai lu (2004) : p. 682 à 760.

### Une fois les mythes rentrés chez eux
- Traduction de Jacques Chambon et Bruno Martin.
- Nouvelle parue en 1969 sous le titre After the Myths went Home.
- Ne pas confondre avec la nouvelle Si les mythes m'étaient contés de Fritz Leiber.

### En bonne compagnie
- Traduction de Corinne Fisher.
- Nouvelle rédigée en août 1969 et parue fin 1970 sous le titre The Pleasure of Their Company dans le magazine Infinity One.

### Nous savons qui nous sommes
- Traduction de Jacques Chambon.
- Nouvelle onirique rédigée en septembre 1969 et parue en juillet 1970 dans Amazing Science Fiction sous le titre We know Who we are.
- La nouvelle a été publiée en Grande-Bretagne dans l'anthologie To the Dark Star (1991)[1].

### Martel en tête
- Traduction d'Hélène Collon.
- Nouvelle parue en 1971 sous le titre Something Wild is Loose dans l'anthologie Many Worlds of Science Fiction dirigée par Ben Bova.

### Trip dans le réel
- Traduction de Jacques Chambon et Alain Dorémieux.
- Nouvelle rédigée en janvier 1970 et parue en mai 1970 sous le titre The Reality Trip dans le magazine Worlds of If - Science fiction.
- Elle a été publiée en France dans Galaxie no 108 en mai 1973 sous le titre Voyage dans la réalité.

### Image de couverture
L'image de couverture de l'édition de 2004 reprend un célèbre film de science-fiction de 1950, Destination... Lune ! (Destination Moon) :
- voir image de présentation de la couverture du recueil en 2004